# Brian Stelfreeze
Brian Stelfreeze est un dessinateur de comic book américain, principalement connu pour son travail chez DC Comics.

## Prix
- 2014 : prix Inkpot, pour l'ensemble de sa carrière[2].
- 2017 : nommé au prix Hugo de la meilleure histoire graphique pour Black Panther, vol. 1 : A Nation Under Our Feet (avec Ta-Nehisi Coates).